# HD 27362
HD 27362，又名BD-21 831，SAO 169317、HR 1345，是一颗恒星，视星等为6，位于銀經216.87，銀緯-42.62，其B1900.0坐标为赤經4h 13m 54.4s，赤緯-20° -42.62′ 36″。